# Tsai Wan-tsai
Tsai Wan-tsai (chinesisch 蔡萬才; * 5. August 1929; † 5. Oktober 2014) war ein taiwanischer Unternehmer und Bankier.

## Leben
Tsai wurde zur Zeit der japanischen Herrschaft über Taiwan geboren. Tsai stammte aus armen bäuerlichen Verhältnissen aus dem Norden der Insel Taiwan. Zusammen mit seinem Bruder verkaufte er als Kind in Taipeh Gemüse und Sojabohnen. Den Besuch einer höheren Schule konnte sich die Familie nicht leisten. Letztlich konnte er aber doch Rechtswissenschaften studieren und erwarb 1953 einen Bachelor-Grad (LL.B.) von der Nationaluniversität Taiwan. Zusammen mit einem seiner Brüder schloss sich Tsai 1960 einer Kreditkooperative an. 1978 gründete er die Fubon Construction Corporation und 1979 war er einer der Gründer der Cathay Group.
Tsai leitete das taiwanesische Finanzunternehmen Fubon Financial, das seit 2012 die chinesische First Sino Bank kontrolliert. Tsai war 
Von 1972 bis 1983 war er Abgeordneter des Legislativ-Yuans, von 1983 bis 2000 Berater der Regierung (des Exekutiv-Yuans) und 2000 bis 2004 Berater von Präsident Chen Shui-bian.
Tsei gehörte nach Forbes Magazine zu den reichsten Taiwanern und war 2013 in The World’s Billionaires gelistet. Tsai war verheiratet und hatte vier Kinder. Der Sohn Daniel Tsai (蔡明忠) war als Vorsitzender der Fubon Financial Holdings tätig und der Sohn Richard Tsai (蔡明興) als Vorsitzender von Taiwan Mobile. Sein Neffe ist der Unternehmer Tsai Hong-tu. Sein Bruder war der 2004 verstorbene Bankier Tsai Wan-lin.